# Puchratka kadeřavá
Puchratka kadeřavá (Chondrus crispus), též irský mech, se řadí mezi mořské červené řasy. Barva se pohybuje od fialové po velmi světlou až skoro průsvitnou.

## Popis
Irský mech je poměrně drobná mořská řasa, dorůstá jen asi 20 cm. Vyrůstá ze základny uchycené na mořském dně a její stélka se několikrát větví. Odnože se mohou značně lišit tloušťkou (2–15 mm) i barvou (tmavě zelená, tmavě červená, fialová, hnědá, nažloutlá či bílá). Usušená řasa je vždy nažloutlá a průsvitná.

## Rozšíření
Irský mech je hojně rozšířen po celém pobřeží Irska a dalších evropských zemí, např. Islandu, Faerských ostrovů, západního Baltu až ke Španělsku. Dále se vyskytuje na východním pobřeží Kanady a nepotvrzené nálezy pochází i z Kalifornie a Japonska. Červený pigment umožňuje irskému mechu lépe zachytit modrozelené světlo, tedy to světlo, které proniká do větších hloubek (200 m pod hladinu a hlouběji), proto se v této hloubce mech hojně vyskytuje.

## Využití
Puchratka kadeřavá se nejčastěji využívá jako zdroj karagenanu, což je látka podobná agaru. Želatinový extrakt se používá jako doplněk stravy, jako součást želé, na zahuštění a stabilizaci potravinových výrobků (šlehačka, zmrzlina, masné výrobky) či jako emulgátor v textilním a farmaceutickém průmyslu. V Evropě se v potravinářství označuje jako E407.
V Irsku a některých částech Skotska se řasa uvaří v mléce, přecedí, osladí cukrem a ochutí vanilkou, skořicí, whisky, nebo brandy. Výsledný produkt je želatinová hmota podobná např. dezertu panna cotta.